# Август Бельовський
Август Бельовський (пол. August Bielowski, 27 березня 1806, село Креховичі, тепер Рожнятівського району Івано-Франківської області — 12 жовтня 1876, Львів) — польський історик, письменник, директор Народної бібліотеки імені Оссолінських, симпатик Реформації автор, фундатор та видавець першого польського історичного альманаху «Польські історичні пам'ятки» («Monumenta Poloniae Historica»). Писав польською мовою та мав псевдонім Ян Плаза (Jan Płaza), доволі довший час мешкав у Львові, і в межах сучасної України.

## Життєвий шлях
Народився Август Бельовський в селі Креховичі в 1806 році, нині в Рожнятівському районі Івано-Франківської області.
Навчався у Бучацькій головній школі, у 1818—1823 роках він навчався і закінчив гімназію при монастирі василіян у Бучачі, Станиславівській цісарсько-королівській гімназії, У 1828 році також вступив до Університету Львова (Uniwersytecie Lwowskim). Після початку польського повстання в листопаді 1830 року вступив в Польську армію Королівства Конгресового, а опісля провалу тої акції, вирушив до Галичини. У 1834 році був арештований австрійською владою за звинуваченням у змові і залишався ув'язненим протягом двох років. У 1845 став брати участь у діяльності Народної бібліотеки імені Оссолінських, та всіх її фундаціях, а з 1869 року став директором цієї інституції і головним редактором Бібліотеки Оссолінських.

## Творчий доробок
Більшість його творів були історичними розвідками, а також написав кілька історичних повістей.
- Думки до історії слов'ян Myśli do dziejów słowiańskich (1841)
- Початки історії Польщі Początkowe dzieje Polski (1842)
- Критичний вступ до історії Польщі Wstęp krytyczny do dziejów Polski (1850) Цифрова версія
- Rzut oka na dotychczasową pierwotną polską historyą (1853) Цифрова версія [Архівовано 6 липня 2007 у Wayback Machine.]
- Pompeii Trogi Fragmenta (1853) Цифрова версія
- Покуття Pokucie (1856)
- Надгробок Болеслава Хороброго Nagrobek Bolesława Chrobrego (1857)
- Життя святого Мефодія Żywot Św. Metodego (1858)
- Сини Сміливого Synowie Chrobrego (1859)
- Замостя Zamość (1862) Цифрова версія
- Monumenta Poloniae historica = Pomniki dziejowe Polski "Monumenta Poloniae Historica&rdquo Цифрова версія [Архівовано 26 лютого 2020 у Wayback Machine.]
- Генеалогія вождів і королів польських від 880 до 1195 років Genealogia xiążąt i królów polskich od roku 880—1195 (1866)
- Wyniki badań najnowszych o Mistrzu Wincentym i jego kronice (1872)
- Симон Шимонович Szymon Szymonowic (1875)

Августом Бельовським була зібрана та укладена й видана збірка пісень народних (як польських, так й українських і литовських), одна з найвідоміших «Za Niemen».
Перекладав:
- Слово о полку Ігоревім Цифрова версія
- Повість врем'яних літ
- Поезію Шиллера